# نينا ديمي
نينا ديمي (1902 -16 مارس 1977) هي مستكشفة قطبية سوفيتية وعالمة أحياء وطيور. هي أحد أوائل النساء اللواتي استكشفن القطب الشمالي ممن جرى تكليفهن بقيادة بعثات استكشافية قطبية. نشأت في منزل بولياموري في كوستروما، والتحقت بأول مدرسة داخلية للإناث في روسيا من 1907 إلى 1914 ثم درست لتصبح معلمة. أخذت دورات عمالية تحت إشراف زوجة لينين ناديجدا كروبسكايا، وعملت بعدها على تدريس الجماعية في مقاطعة أوفا قبل أن تستقر في لينينغراد في عام 1921 للدراسة في المعهد الجغرافي. درست الجغرافيا وعلم الأحياء لمدة ثمانية أعوام، حيث شاركت في العديد من الرحلات الميدانية في الأبحاث القطبية.
تخرجت ديمي في عام 1929، وعملت في معهد أبحاث القطب الشمالي والقطب الجنوبي وشاركت في رحلة استكشافية توجهت إلى فرانز جوزيف لاند لمدة عامين، وكانت المرأة الوحيدة في المجموعة. وقع الاختيار عليها لتكون قائدة رحلة استكشافية متوجهة إلى سيفيرينيا زيمليا، والتي عُرفت آنذاك باسم جزر كامينيف، رسمت هي وفريقها المؤلف من ثلاثة رجال خريطة للجزء الغربي من الأرخبيل وأجروا أبحاثًا على النباتات والحيوانات. في عام 1934، عادت إلى لينينغراد حيث بحثت في إمكانية استغلال حيوانات الشمال في الزراعة الجماعية التجارية ودرست الثعالب السوداء وإمكانيات تربية طيور العيدر لعدة مواسم. في عام 1946، حصلت على درجة في علم الأحياء وأصبحت أستاذة، إلا أنها لم تحبذ البقاء في القاعات الدراسية وفضلت الاستمرار بالرحلات البحثية حتى تقاعدت في عام 1959. خلال تقاعدها، خططت حديقة كبيرة من الزهور والأشجار وزرعتها وحافظت عليها حتى وفاتها في عام 1977.

## نشأتها
ولدت نينا عام 1902 في كوستروما في الإمبراطورية الروسية لوالديها ماريا إيفانوفنا ريابتسوفا ولودفيج فيدوروفيتش ديمي. هي طفلة غير شرعية لأسرة بوليامورية تألفت من زوجة والدها الأولى وأطفالها التسعة بالإضافة إلى أمها وأطفالها الخمسة. كانت والدتها متزوجة من رجل ألماني عُرف باسم هوبر، وأنجبت منه إخوة نينا غير الأشقاء: فاليا وكوليا، وتزوجت لاحقًا لتنجب نينا وإخوتها الأشقاء: جوليا وسيريوزا. كان جميع إخوتها في الدم غير شرعيين، ولذلك، جرى تسجيلهم باسم عائلة ريابتسوف، تيمنًا بعرابها بيتر ريابتسوف، ولقب والدتهم، ريابتسوف. سمحت الأوراق المزورة، التي جرى تسجيلها فيها باسم نينا بتروفنا ديمي- ريابتسيفا، بأن تكون الطفلة الوحيدة التي تحمل لقب والدها أو تدخل المدرسة الثانوية (الداخلية).
ينتمي والدها إلى الطبقة النبيلة في ألمانيا، وكان اسمه سابقًا لودفيج فون ميديم، ولكنه غير لقبه إلى ديمي بعد وصوله إلى روسيا، حيث عمل مديرًا لمتجر دراجات في مدينة غاليتش. سرعان ما انتقل إلى كوستروما وبدأ علاقة مع ريابتسوفا، التي كانت تدير مصنع جعة تركه زوجها الأول لها. أرسل لودفيج في طلب عائلته الأولى من ألمانيا، واستأجرت العائلتين المختلطتين المنزل الذي أصبح فيما بعد مكتبة بوشكين في كوستروما. عاشت ريابتسوفا ولودفيج وأطفالها في الطابق العلوي من المبنى، وعاشت عائلة لودفيج الأولى في منزل الحديقة. لاحقًا، بنى منزلًا للعائلة المختلطة في باستوخوفسكايا. اتسمت العلاقة بين زوجاته وأطفاله بالود وعملوا جميعًا في المزرعة، حيث جرت تربية الدواجن، بالإضافة إلى إنتاج الفواكه والزهور للبيع المحلي. كان لودفيج ديمي مغرمًا بالطيور وربى العديد من سلالات الحمام النادرة، والتي اشتهر بها على نطاق واسع.